# Communauté de communes Fumel Vallée du Lot
La communauté de communes Fumel Vallée du Lot est une communauté de communes française, située dans le département de Lot-et-Garonne et la région Nouvelle-Aquitaine.
Elle est née de la fusion de Fumel Communauté et de la Communauté de communes de Penne-d'Agenais .

## Historique
Le projet de schéma départemental de coopération intercommunale de 2015 impose une fusion aux deux structures intercommunales car le seuil de population de 20 000 habitants n'est pas atteint en particulier pour Penne-d'Agenais. Malgré différents recours portés par la CCPA, le projet est entériné.

## Composition
La communauté de communes est composée des 27 communes suivantes :

| Nom                       | Code Insee | Gentilé           | Superficie (km2) | Population (dernière pop. légale) | Densité (hab./km2) |
| ------------------------- | ---------- | ----------------- | ---------------- | --------------------------------- | ------------------ |
| Fumel (siège)             | 47106      | Fumélois          | 22,66            | 4 696 (2022)                      | 207                |
| Anthé                     | 47011      | Anthais           | 13,93            | 200 (2022)                        | 14                 |
| Auradou                   | 47017      | Auratoriens       | 11,17            | 419 (2022)                        | 38                 |
| Blanquefort-sur-Briolance | 47029      |                   | 41,93            | 517 (2022)                        | 12                 |
| Bourlens                  | 47036      |                   | 15,44            | 373 (2022)                        | 24                 |
| Cazideroque               | 47064      | Cazideroquois     | 11,94            | 246 (2022)                        | 21                 |
| Condezaygues              | 47070      | Condezayguais     | 10,81            | 837 (2022)                        | 77                 |
| Courbiac                  | 47072      | Courbiacais       | 9,05             | 108 (2022)                        | 12                 |
| Cuzorn                    | 47077      | Cuzornais         | 23,34            | 850 (2022)                        | 36                 |
| Dausse                    | 47079      |                   | 6,94             | 537 (2022)                        | 77                 |
| Frespech                  | 47105      | Frespechois       | 11,7             | 283 (2022)                        | 24                 |
| Lacapelle-Biron           | 47123      | Capelains         | 13,96            | 399 (2022)                        | 29                 |
| Masquières                | 47160      |                   | 12,31            | 175 (2022)                        | 14                 |
| Massels                   | 47161      | Masselois         | 6,17             | 118 (2022)                        | 19                 |
| Massoulès                 | 47162      | Massoulessois     | 7,86             | 201 (2022)                        | 26                 |
| Monsempron-Libos          | 47179      | Monsempronnais    | 9,05             | 2 104 (2022)                      | 232                |
| Montayral                 | 47185      | Montayralais      | 24,54            | 2 667 (2022)                      | 109                |
| Penne-d'Agenais           | 47203      | Pennois           | 46,71            | 2 495 (2022)                      | 53                 |
| Saint-Front-sur-Lémance   | 47242      | Saint-Frontais    | 19,58            | 501 (2022)                        | 26                 |
| Saint-Georges             | 47328      |                   | 15,96            | 510 (2022)                        | 32                 |
| Saint-Sylvestre-sur-Lot   | 47280      | Saint-Sylvestrois | 21,27            | 2 388 (2022)                      | 112                |
| Saint-Vite                | 47283      | Saint-Vitois      | 5,47             | 1 187 (2022)                      | 217                |
| Sauveterre-la-Lémance     | 47292      | Sauveterrois      | 23,46            | 569 (2022)                        | 24                 |
| Thézac                    | 47307      | Thézacais         | 11,21            | 209 (2022)                        | 19                 |
| Tournon-d'Agenais         | 47312      | Tournonnais       | 21,26            | 742 (2022)                        | 35                 |
| Trémons                   | 47314      | Trémontais        | 13,49            | 404 (2022)                        | 30                 |
| Trentels                  | 47315      | Trentellois       | 19,47            | 866 (2022)                        | 44                 |

## Démographie
| 1968   | 1975   | 1982   | 1990   | 1999   | 2010   | 2015   | 2021   |
| ------ | ------ | ------ | ------ | ------ | ------ | ------ | ------ |
| 25 788 | 26 812 | 26 893 | 26 294 | 24 875 | 25 105 | 24 507 | 24 608 |

## Administration

### Siège
La communauté de communes a son siège à Fumel, place Georges Escandre.

### Conseil communautaire
En 2017, 51 conseillers communautaires siègent dans le conseil selon la répartition de droit commun.
| Nombre de délégués | Communes                                  |
| ------------------ | ----------------------------------------- |
| 10                 | Fumel                                     |
| 5                  | Montayral, Penne-d'Agenais                |
| 4                  | Monsempron-Libos, Saint-Sylvestre-sur-Lot |
| 2                  | Saint-Vite                                |
| 1                  | Les autres communes                       |

### Présidence
La communauté d'agglomération est actuellement présidée par Didier Caminade, maire de Cuzorn
| Période                          | Période  | Identité        | Étiquette | Qualité         |
| -------------------------------- | -------- | --------------- | --------- | --------------- |
| janvier 2017 (réélu en mai 2020) | En cours | Didier Caminade | DVD       | Maire de Cuzorn |

## Compétences
La structure adhère au 
- Syndicat mixte de valorisation et de traitement des déchets ménagers et assimilés en Lot-et-Garonne
- Syndicat mixte pour l'aménagement de la vallée du Lot
- Eau 47
- Lot-et-Garonne Numérique